# Comité national olympique de Guam
Le Comité national olympique de Guam (en anglais : Guam National Olympic Commitee, GNOC) est le comité national olympique de Guam, fondé en 1976. Il est reconnu par le Comité international olympique (CIO) en octobre 1987, ce qui lui permet d'envoyer une délégation aux Jeux olympiques d'été de 1988 à Séoul.